# لوكاس إدواردو ريبيرو دي سوزا
لوكاس إدواردو ريبيرو دي سوزا (بالبرتغالية: Lucas Eduardo Ribeiro de Souza) هو لاعب كرة قدم برازيلي، ولد في 16 يونيو 2000 في بيلو هوريزونتي في البرازيل. لعب مع نادي كروزيرو.

## وصلات خارجية
- لوكاس إدواردو ريبيرو دي سوزا على موقع قاعدة بيانات كرة القدم.إي يو (الإنجليزية)
- لوكاس إدواردو ريبيرو دي سوزا على موقع Soccerway.com (الإنجليزية)
- لوكاس إدواردو ريبيرو دي سوزا على موقع عالم كرة القدم.نت (الإنجليزية)